# Distretto di Santi Suk
Il distretto di Santi Suk (in thailandese: สันติสุข) è un distretto (amphoe) della Thailandia, situato nella provincia di Nan.